# Таркан (титла)
Вижте пояснителната страница за други значения на Таркан.
Таркан, турхан, тархан (Персийски: ترخان;)

## Значение на думата
Значение на думата не е е безспорно, доколкото  в прабългарският език има влияния от различни езици. В зависимост от възгледите на изследователя думата е извежда от тюркски, персийски, осетинки, правят се дори сравнения с османския език. Любопитно е че в думата таркан се съдържа наставката  - кан. В други прабългарски титли също присъства тази частица напр.: кана -артикин, кав - кан, кана - колобър и пр. тази частица също присъства под някаква форма. Логично е да се предположи, че тарканът е помощник на кана. Въпреки това има спорове за точното значение на думата. В тюркския речник на Махмуд Кашгарски tarqan, tarxan означава просто „управленска титла“; монг. darxan „човек, освободен от данъци, занаятчия“; кит. даду, даган) – широкозастъпен сред народите от Pax Nomadica титул, вероятно от китайски произход. Подобно схващане застъпва  Лев Гумильов - според него таркан е титла, давана на лицата, освободени от налози.Титлата е развила вторични значения: в бурят. дархан „ковач“, тъй като изкусните майстори са били освободени от данъци. 
Същевременно в осетският език  тæрхон значи „съд, съдебно решение“. Някои  български изследователи са склонни да приемат че става дума за комендант на крепост. Напоследък в популярната българска литература се налага именно това схващане. Доколкото един комендант има и съдебни правомощкия, то Петър Добрев приема, че боила таркан е  длъжност на главния съдия в Дунавска България. В Орхонските надписи Тонюкук, най-висшият съветник и пълководец на тюркския каган Елтериш, се нарича bojla baɣa tarqan“.

## Тарканът в Средновековна България
Титлата таркан се среща в прабългарските надписи и в писмените извори, отнасящи се до началния период от съществуването на българската държава. Във всички познати случаи на употреба тя се предхожда от друга титла – зера таркан, жупан таркан (ζουπαν ταρκανος), олгу таркан, вулиа (боила) таркан, боритаркан, калутеркан, канна таркан (κανα ταρκανος). Според Константин Багренородни, вторият син на българския кан носел титлата боила таркан. Стивън Рънсиман предполага, че с титлата таркан в Първото българско царство се е означавал висш военен чин, равняващ се на стратег във Византия.

### Засвидетелствани таркани в България
- Жупан таркан Шун (Охсун) - името му е известно от надпис от Плиска от 822 година, в който се съобщава, че жупан тарканът бил сътрапезник на кан Омуртаг (814-831) и е умрял по време на военна служба. Шун бил от рода Куригир (Кюригир). Веселин Бешевлиев предполага, че той вероятно е бил управител на славянска община - жупа, което обяснява и титлата - жупан таркан[8].
- Зера таркан Онегавон (Негавонаис) - от рода Кубиар. Удавил се в река Тиса по времето на кан Омуртаг - вероятно при военните кампании в Панония през 827 или 829 година.
- Боритаркан, наместник на княз Борис I (852-889) в Белград. Споменава се в Житието на Свети Климент Охридски от Теофилакт Охридски без да се посочва името му. Във второто житие на Св. Наум се твърди, че името на управителя на Белград било Радислав[9].
- Канатаркан Илия, участвал в българската делегация на VIII Вселенски събор в Константинопол през 869 годинаа.
- Олгу таркан Теодор, споменат в надписа от село Наръш, Солунско от 904 година.
- Калутаркан Симеон, участвал в българска мисия в Цариград в 927 година, която уредила брака на цар Петър I (927-969) с внучката на византийския император Роман I Лакапин (920-944)